# Kossuth tér (Békéscsaba)
Koordináták: é. sz. 46° 40′ 56″, k. h. 21° 05′ 52″46.682200°N 21.097650°E

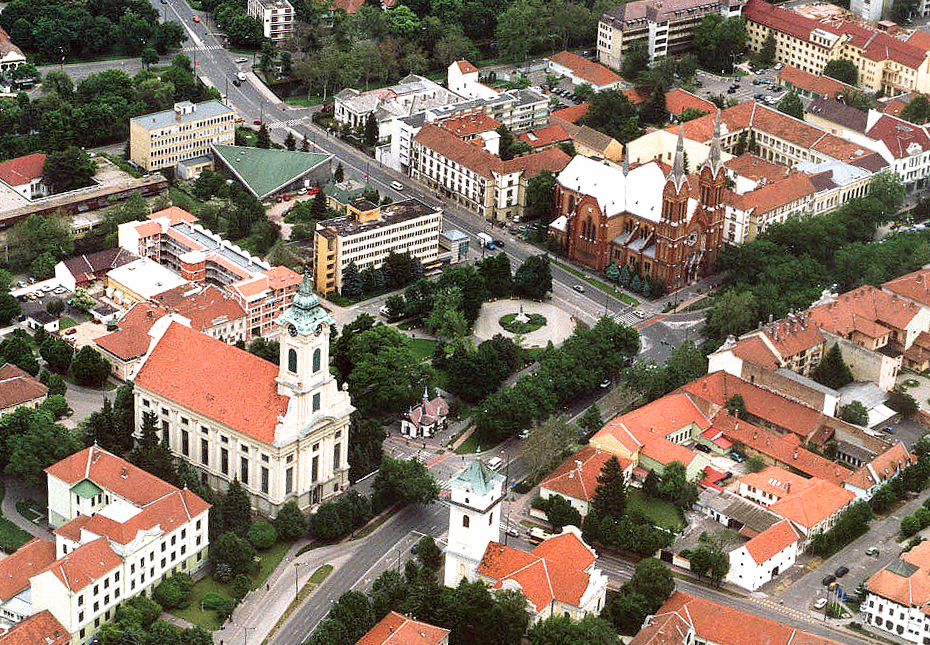
A Kossuth tér légifelvételen (középen)

A békéscsabai Kossuth tér (korábban: Templom tér) a megyeszékhely belvárosának szívében helyezkedik el, egyik legfontosabb tere, fontos középületekkel.

## Fekvése
A Kossuth tér Békéscsaba belvárosának majdnem mértani közepén, a város egykori közlekedési, vallási és közigazgatási gyújtópontjában történelmileg kialakult terület. Nagyjából négyszögletes fekvésű, nyugat felől a Baross utca, észak felől a Kiss Ernő utca az evangélikus nagytemplom, keleti irányból az Iparosok Háza és a Körös Hotel egykori épülettömbje határolja. Déli irányból a Széchenyi utca jelenti a határt. A környezeténél valamivel magasabban fekszik, kb. 88-89 méterrel a tengerszint felett, ezzel a város egyik legmagasabban fekvő térszíne.

## Története
Békéscsaba újratelepítése (1700-as évek eleje) után az egykori telepesek elsőnek a mai városházát és környékét népesítették be, tehát már ekkor a centrumban feküdt a tér. Az evangélikus kistemplom 1745-ös felépítése után már épületek is szegélyezték a teret. Igazán hangsúlyossá a Nagytemplom 1824-es átadása után lett, amikor is már két monumentális épület is körbevette a teret. A fejlődés nem állt meg, hamar körbeépült házakkal, mint a város egyik legmagasabban fekvő, árvíz szempontjából legbiztonságosabb tere. Úgy a Körösök, mint az Élővíz-csatorna vizei csak ezt a kis területet nem önthették el, még legmagasabb vízállás esetén sem. A Gyula, Doboz irányából beérkező országút (a mai 44-es főút elődje) pedig itt találkozott az északi irányból érkező, Békést, Debrecent összekötő országúttal (mai 47-es főút).
Egészen 1905-ig a tér neve Templom tér volt, és az ekkor felállított Kossuth-szobor és a kialakuló Kossuth-kultusz miatt nevezték át a mai is használatos nevére. Ekkoriban vezették be az ártézi vizet is a térre, a Halászlányos kút népszerű találkozóhely volt akkoriban.

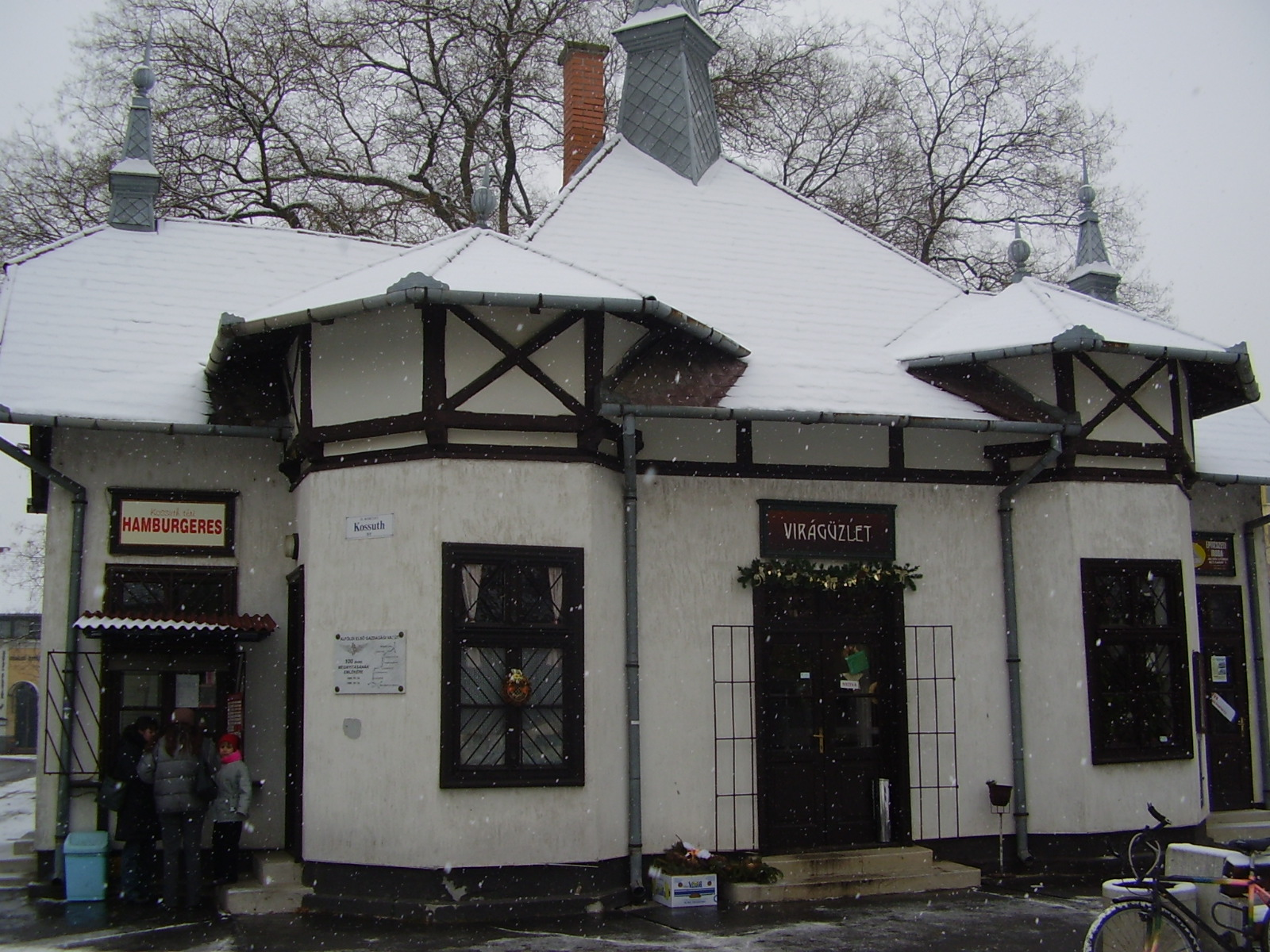
Az AEGV állomásépülete

Mivel a tér meglehetősen aránytalan volt, ezért a csabai katolikus hívek is a tér szélére tervezték felépíteni legnagyobb békéscsabai katolikus templomukat. Ez 1910-re készült el, ezzel kiegyensúlyozottabbá vált a beépítettség. Ezekben az években markáns fordulat következett be a tér életében, előtérbe került annak forgalmi jelentősége. Az Alföldi Első Gazdasági Vasút (AEGV) 1899-ben elérte Békéscsabát, és a központi állomásépületét pont a Kossuth téren építette fel. Így Magyarország legnagyobb kisvasúti hálózatának központja lett a tér, ahonnan fénykorában az ember 152 km-en utazhatott. A helyi neve „Motor” volt. Az első világháború után a pénzhiány miatt a nagy építkezések korszaka lezárult, 1945-ig nagyobb építkezés csupán az Iparosok Háza 1927-es átadása volt.
A második világháború nem okozott jelentős jelentős károkat a tér területén, csak kisebb károk keletkeztek. Ezekben az években jelentős fejlesztés sem történt, ahogy az 1956-os forradalom sem hagyott maradandó nyomot. Az 1970-es évek elején épült fel a Körös Hotel, ami sokáig igen nívós és jónevű szállodája volt a városnak, de a rendszerváltás után elhanyagolták, a 2000-es évektől már romos állapotban volt, hajléktalanok aludtak benne. Több terv is született rendbehozására. Erre az időre datálható a kisvasúti hálózat megszüntetése, és a forgalom autóbuszokra terelése összefüggésben az 1968-as közlekedéspolitikai koncepcióval. Innentől egészen az 1990-es évek végéig gyakorlatilag semmilyen változás nem történt, majd 2000 után előbb visszaépítették a háború után lefojtott Halászlányos kutat, így az ma ismét eredeti fényében pompázik. Új építkezések is zajlottak, elkészült a tér keleti csücskében fekvő Kossuth Ház, valamint felújították az AEGV egykori állomásépületét is.

## Közlekedés
Igen fontos csomópont, bár mióta az elkerülőút megépült, lényegesen visszaesett az átmenőforgalom aránya. A város tömegközlekedésében fontos szerepet játszik, számos járat áthalad a téren keresztül (1, 1A, 2, 3, 3G, 5, 8, 8A, 9, 11, 20). Nem érinti a teret a 7-es, valamint a 17-es buszcsalád tagjai, amik a Lencsési lakótelepre járnak. A téren keresztülvezet egy kerékpárút is, ami Lencsési lakótelep felől érkezik, és jelenleg az Evangélikus Gimnáziumig van megépítve. A tér környékén több jelzőlámpás kereszteződés is található.

## Fontos és jellegzetes épületek
- Evangélikus nagytemplom
- Evangélikus kistemplom
- Katolikus templom
- Iparosok Háza

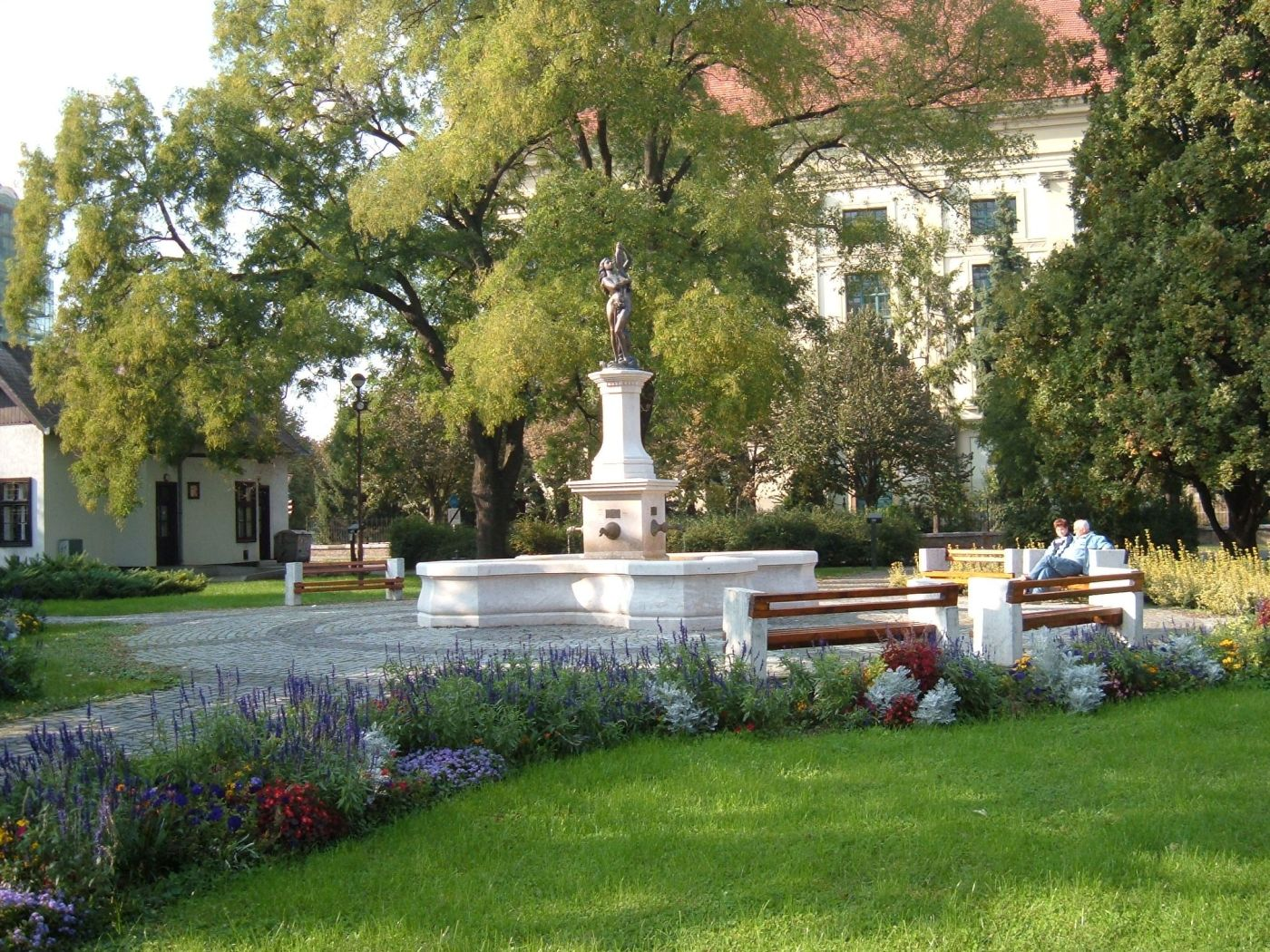
A Halászlányos kút

- Alföldi Első Gazdasági vasút központi állomásépülete, ma büfé
- Körös Hotel
- Halászlányos kút
- Kossuth-szobor

## Galéria

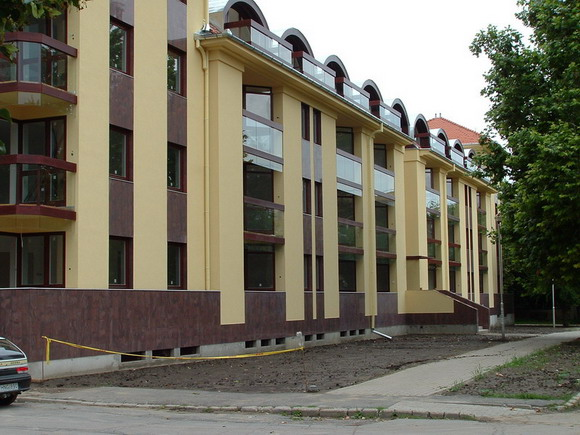
A Kossuth ház
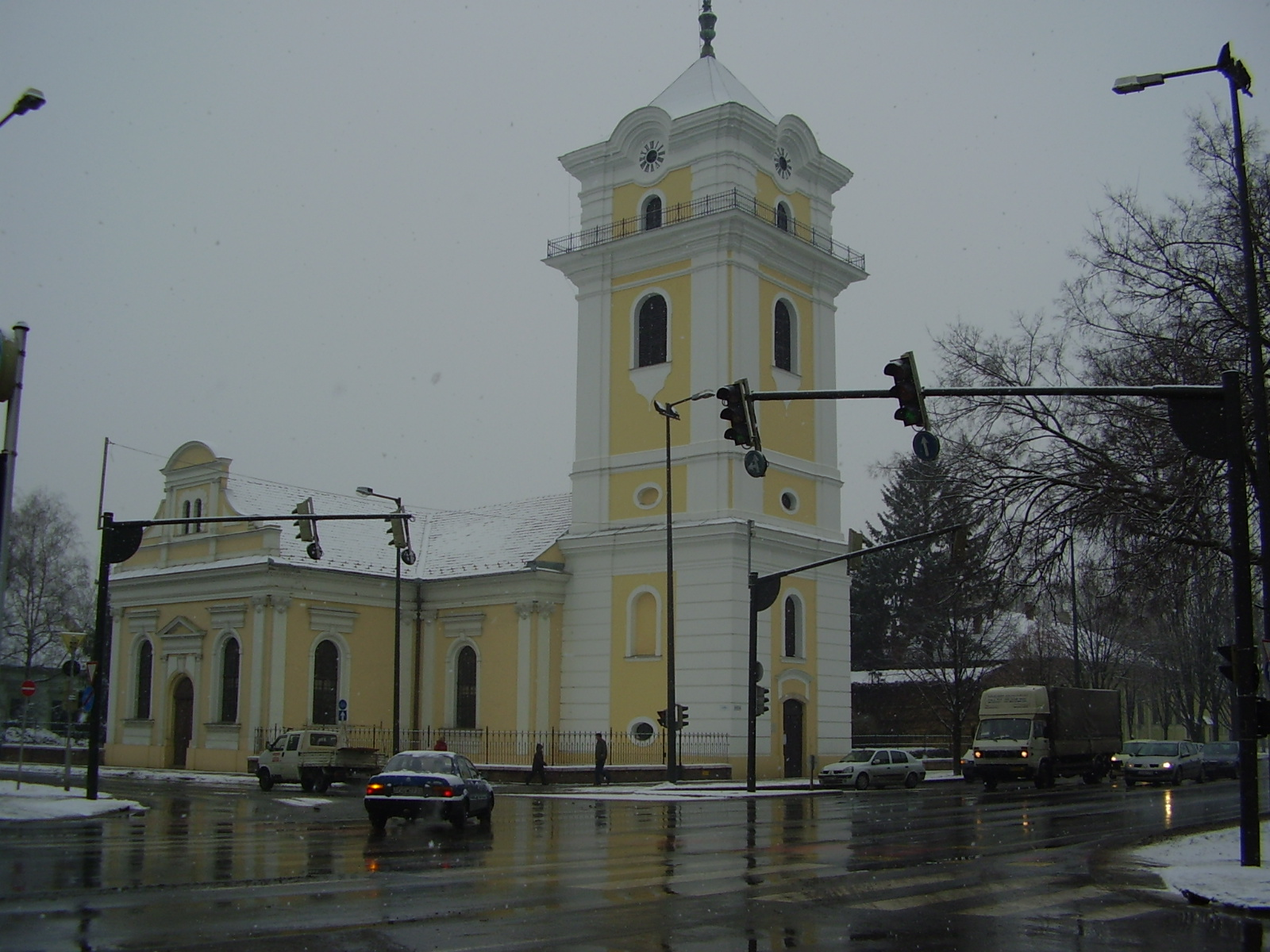
A Kistemplom
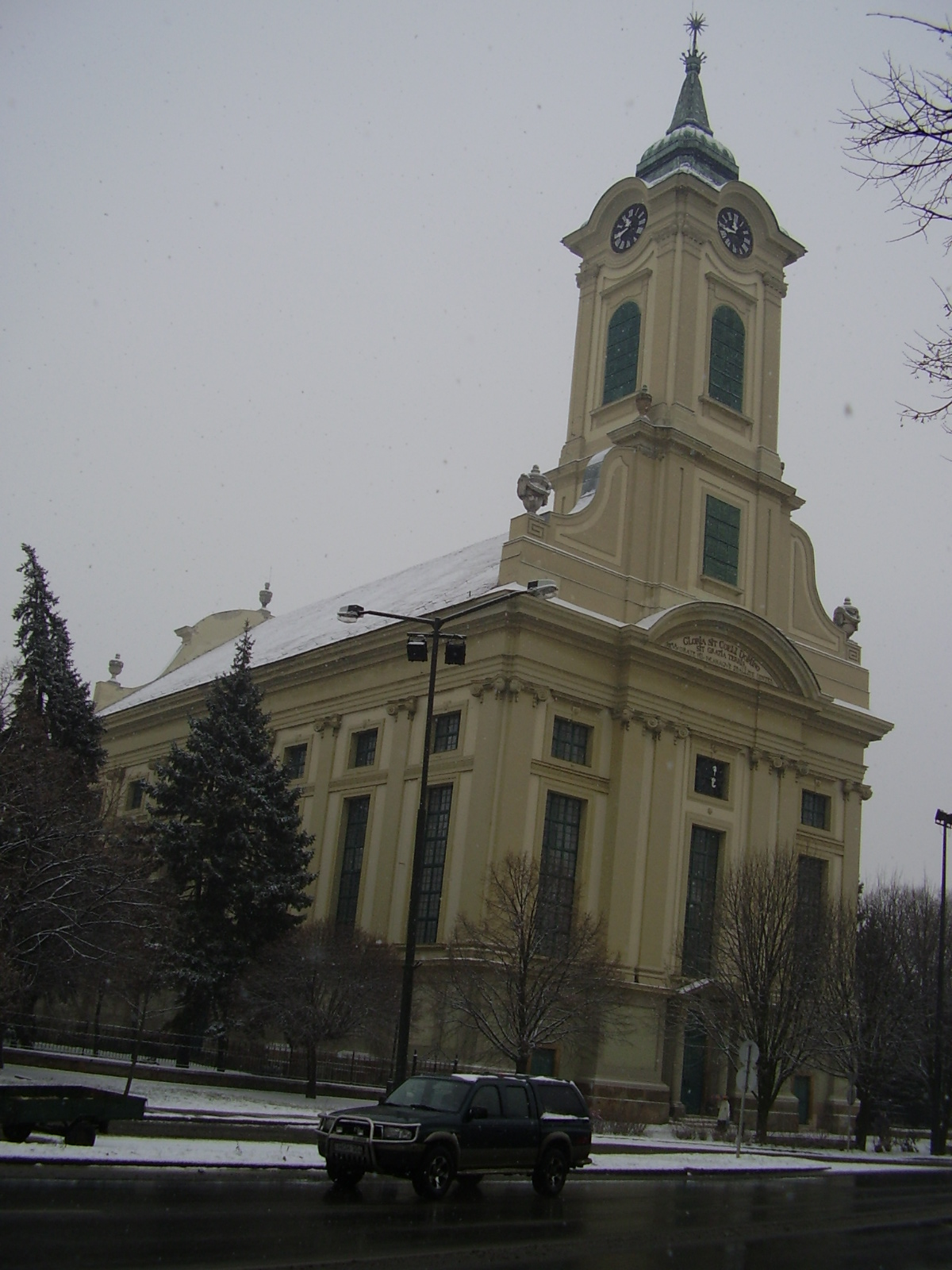
A Nagytemplom
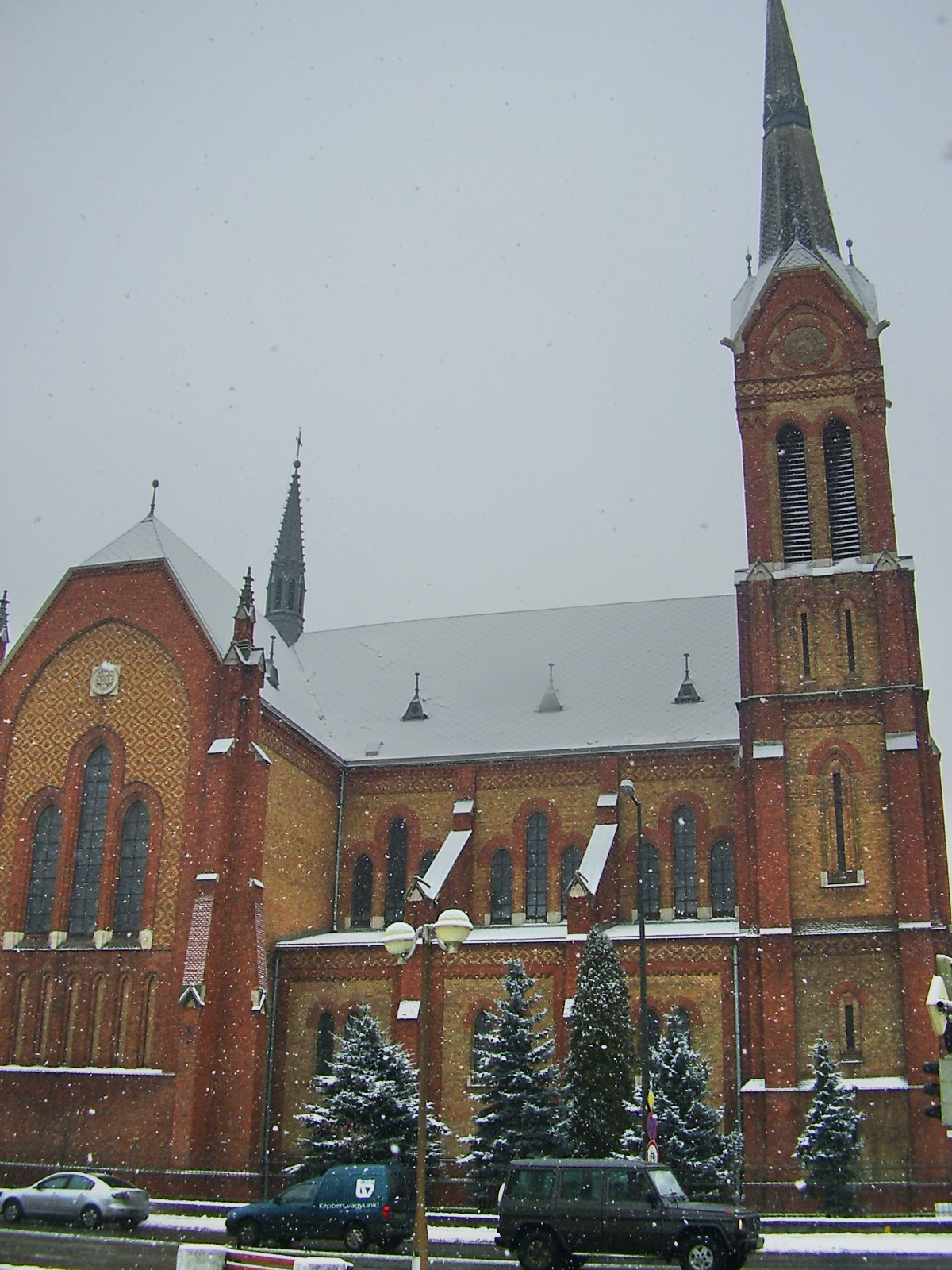
Katolikus templom havazásban
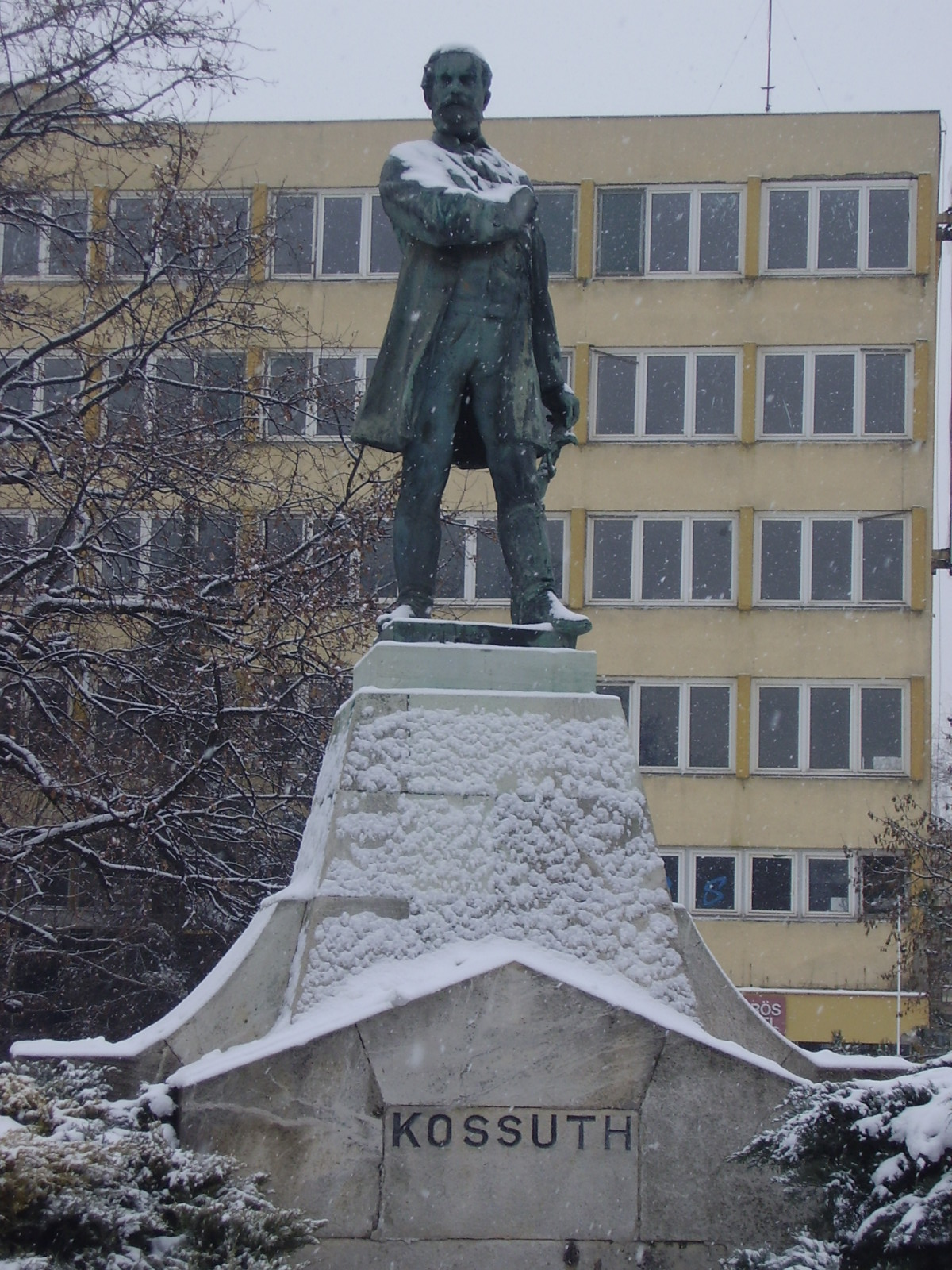
A Kossuth-szobor, háttérben a Körös Hotel
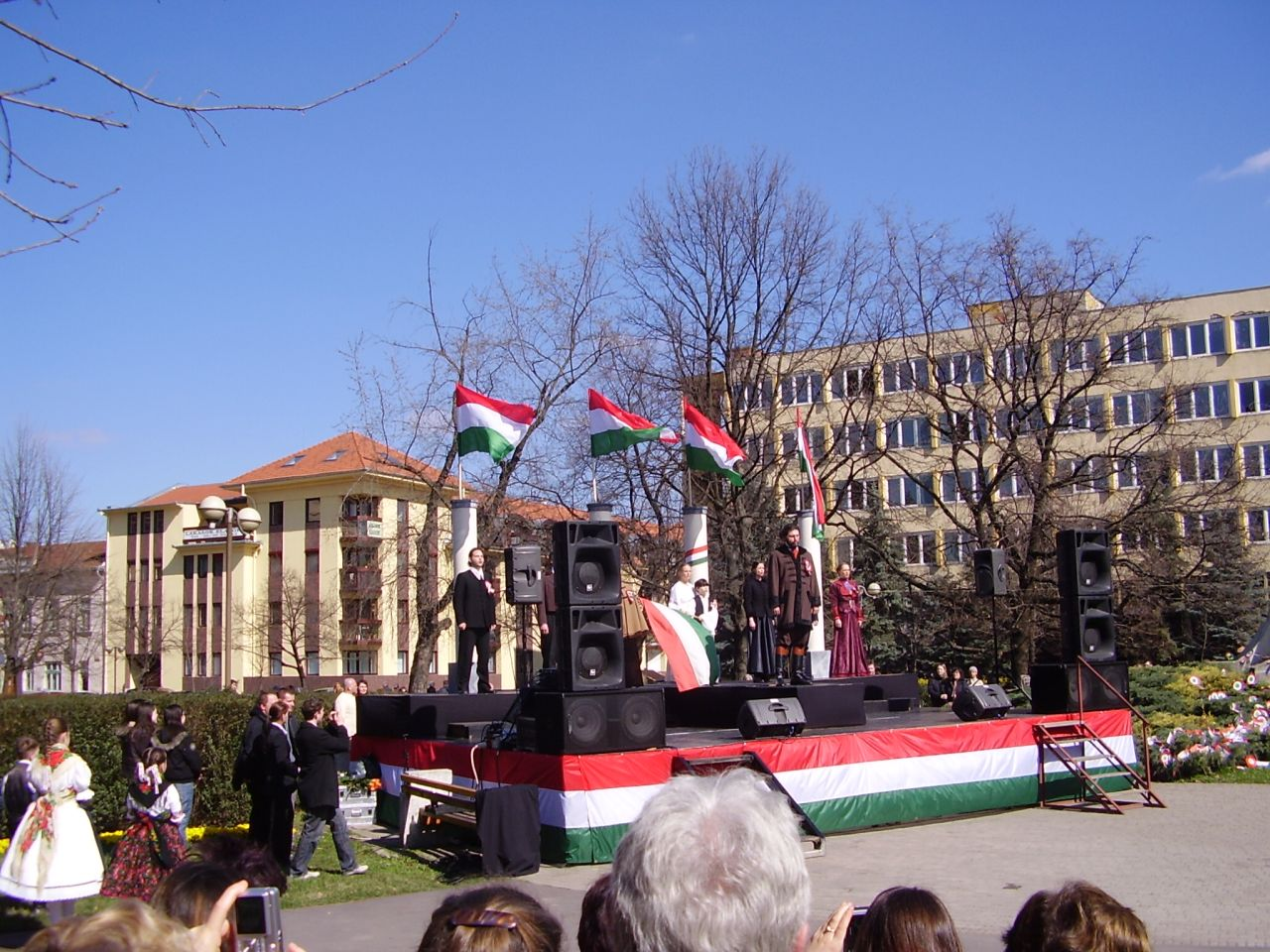
Március 15-ei ünnepség a téren